# Ridha Zaghmi
Ridha Zaghmi (arabe : رضا الزغمي), né le 21 août 1967 à Béni Khalled, est un homme politique tunisien, élu lors des élections législatives de 2019 pour siéger à l'Assemblée des représentants du peuple comme représentant de la circonscription de Sousse.

## Biographie

### Formation et carrière professionnelle
Après avoir obtenu en 1992 une maîtrise en histoire, il obtient un diplôme d'études approfondies en 1994, puis un master en 2009 sur l'histoire du monde méditerranéen et sa civilisation.
Il commence sa carrière professionnelle comme archéologue à l'Institut national du patrimoine, puis devient en 1995 professeur dans l'enseignement secondaire, avant de commencer une carrière d'inspecteur. En 2015, il devient professeur-encadreur à l'École normale supérieure de Tunis.

### Parcours politique et syndical
Il commence son parcours syndical dans les rangs de l'Union générale des étudiants de Tunisie à la faculté des lettres de La Manouba en 1988, puis entame à partir de 1999 une carrière au sein de l'Union générale tunisienne du travail comme syndicaliste du secteur de l'éducation.
Politiquement, il est un membre fondateur du Courant démocrate et membre de son bureau politique ainsi que de son bureau exécutif depuis 2013.
Lors des élections législatives de 2019, il est élu député de la circonscription de Sousse.
En octobre 2021, il annonce sa démission du parti.

### Vie privée
Il est marié et père d'un garçon.